# Flykten från New York
Flykten från New York (engelska: Escape from New York) är en amerikansk actionfilm som hade biopremiär i USA den 10 juli 1981. Den regisserades av John Carpenter, som också stod för manus och filmmusik. Filmen utspelas i ett då framtida New York, där Manhattan omvandlats till ett gigantiskt fängelse. Huvudrollen, som Snake Plissken, spelas av Kurt Russell, och i övriga roller syns bland annat Lee Van Cleef, Ernest Borgnine och Isaac Hayes.

## Handling
Året är 1997. Brottsligheten i USA har stigit så mycket att ön Manhattan i staden New York fått lov att omvandlas till ett stort muromgärdat fängelse, och de som skickas in dit får aldrig komma tillbaka. De tre miljoner som finns där inne är de överlevande förlorarna i ett krig mot USA:s polisstyrkor.
Filmen inleds med att en terrorist får Air Force One med USA:s president (Donald Pleasence) ombord att störta på just Manhattan. Presidenten tillfångatas av en liga som styrs av Duke (Isaac Hayes), och om polisen landar på ön kommer han att omedelbart dödas. Polisen är dock under tidspress då presidenten inom 24 timmar måste närvara på ett fredstoppmöte mellan Kina, USA och Sovjetunionen tillsammans med ett kassettband som innehåller viktig information om fusion. Polischefen Bob Hauk (Lee Van Cleef) ser inget annat råd än att ge i uppdrag till den före detta elitsoldaten Snake Plissken (Kurt Russell) att ta sig in och rädda presidenten. Problemet är bara att Snake numera är en straffånge som själv skulle ha skickats in till fängelseön, så frågan är om det går att lita på honom.

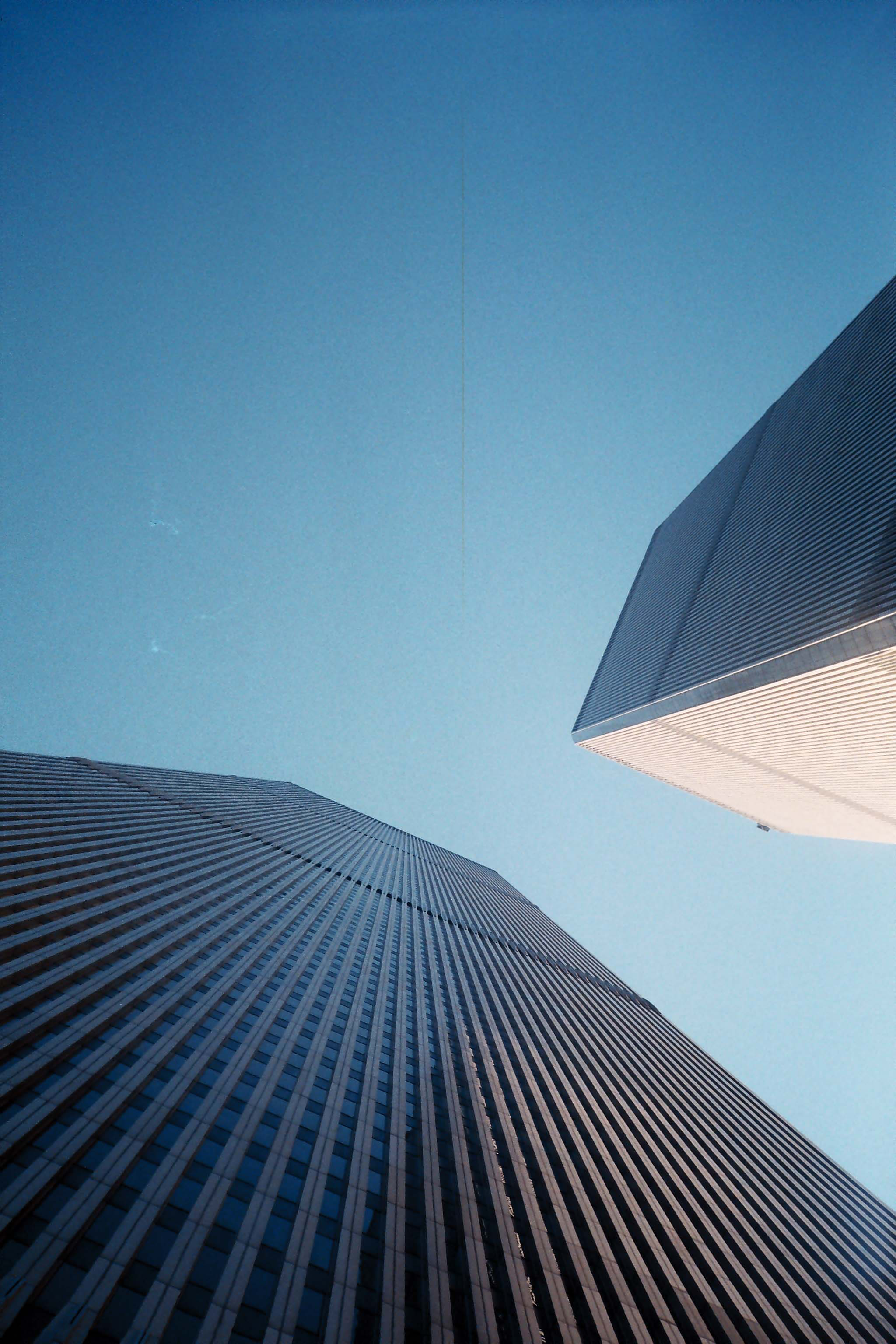
De två tvillingtornen i World Trade Center, fotograferade 1997. I Flykten från New York landar Snake Plissken på ett av taken med ett segelflygplan.

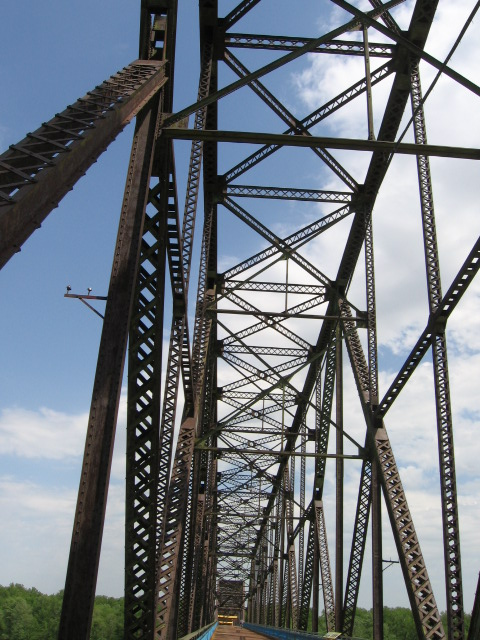
Tidigare rivningshotade Chain Rocks Bridge över Mississippi fungerar sedan 1999 som del av Route 66 Bikeway. 1980 användes den som inspelningsplats för Flykten från New York, under namnet "69th Street Bridge".

## Rollista (urval)
- Kurt Russell – Snake Plissken
- Lee Van Cleef – Bob Hauk
- Ernest Borgnine – Cabbie
- Donald Pleasence – Presidenten
- Isaac Hayes – Hertigen av New York  (The Duke)
- Season Hubley – Tjej i Chock Full O'Nuts
- Harry Dean Stanton – Harold 'Brain' Helman
- Adrienne Barbeau – Maggie
- Jamie Lee Curtis – datorröst (okrediterad)

## Bakgrund och produktion
Regissören och manusförfattaren John Carpenter skrev filmhistorien i mitten av 1970-talet, som en reaktion på Watergateskandalen. Han lyckades dock inte formulera hur filmen skulle ha ett samband med den politiska skandalen. Efter framgången med 1978 års Alla helgons blodiga natt (60 miljoner dollar i kassaintäkter) fick Carpenter chansen att förverkliga sin historia.
Filmen kom dock till största delen att spelas in i East Saint Louis, Illinois, där hela bostadsområden blivit utbrända efter en förödande storbrand 1976. Slutscenerna över bron spelades in på Chain Rocks Bridge, en uttjänt bro över Missouri vid staden Madison i Illinois. Bron hade ersatts som bilbro och väntade egentligen bara på att bli riven. Höga rivningskostnader och låga metallpriser sköt dock upp det hela, och 1999 fick bron (som en gång var del av Route 66) nytt liv som gång- och cykelbro över Mississippi.
Handlingen i Flykten från New York är förlagd till år 1997, som när filmen spelades in var många år in i framtiden.  I inledningen av filmen landar filmens "hjälte", Snake Plissken, på taket av ett av World Trade Centers tvillingtorn. Detta kunde föreställas fungera år 1997.
1996 kom uppföljaren Flykten från L.A.. Japanska Production I.G. började 2003 förarbetet på en animerad långfilm baserad på filmen. Mitsuro Hongo var föreslagen som regissör, och ett manus skrevs av Corey Mitchel och William Wilson med översyn från John Carpenter, producenten Debra Hill och Kurt Russell. John Carpenter var tänkt att stå för musik och Kurt Russell för den engelska rösten till huvudrollsfiguren Snake Plissken. Det var tänkt att filmen skulle vara klar 2005. Till slut skrinlades dock filmprojektet, och det enda som återstår är en 30-sekunders promotionsvideo och en uppsättning figurskisser och bildmanus.

## Mottagande
Filmen kostade 6 miljoner US-dollar att producera, och intäkterna blev cirka 25,2 miljoner. I Sverige sålde den nästan 370 000 biobiljetter, medan motsvarande siffror för Frankrike var över 1,2 miljoner och för Västtyskland drygt 2,6 miljoner.

## Regissör och större rollbesättningar

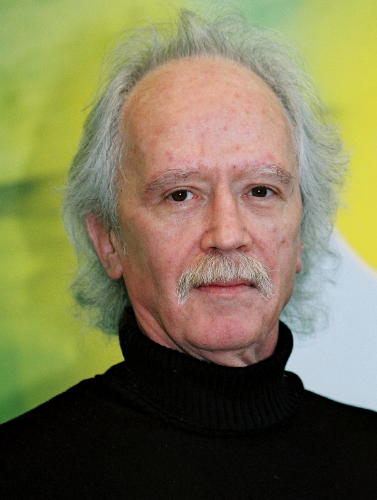
John Carpenter (foto från 2001) – regi, manus och filmmusik.
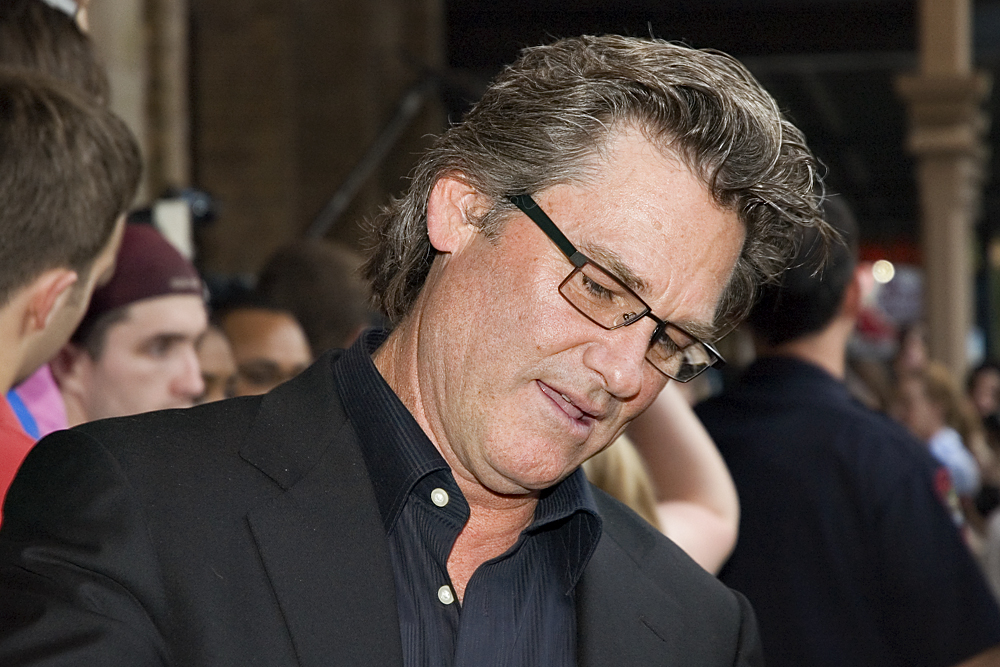
Kurt Russell (2007) – "Snake Plissken".
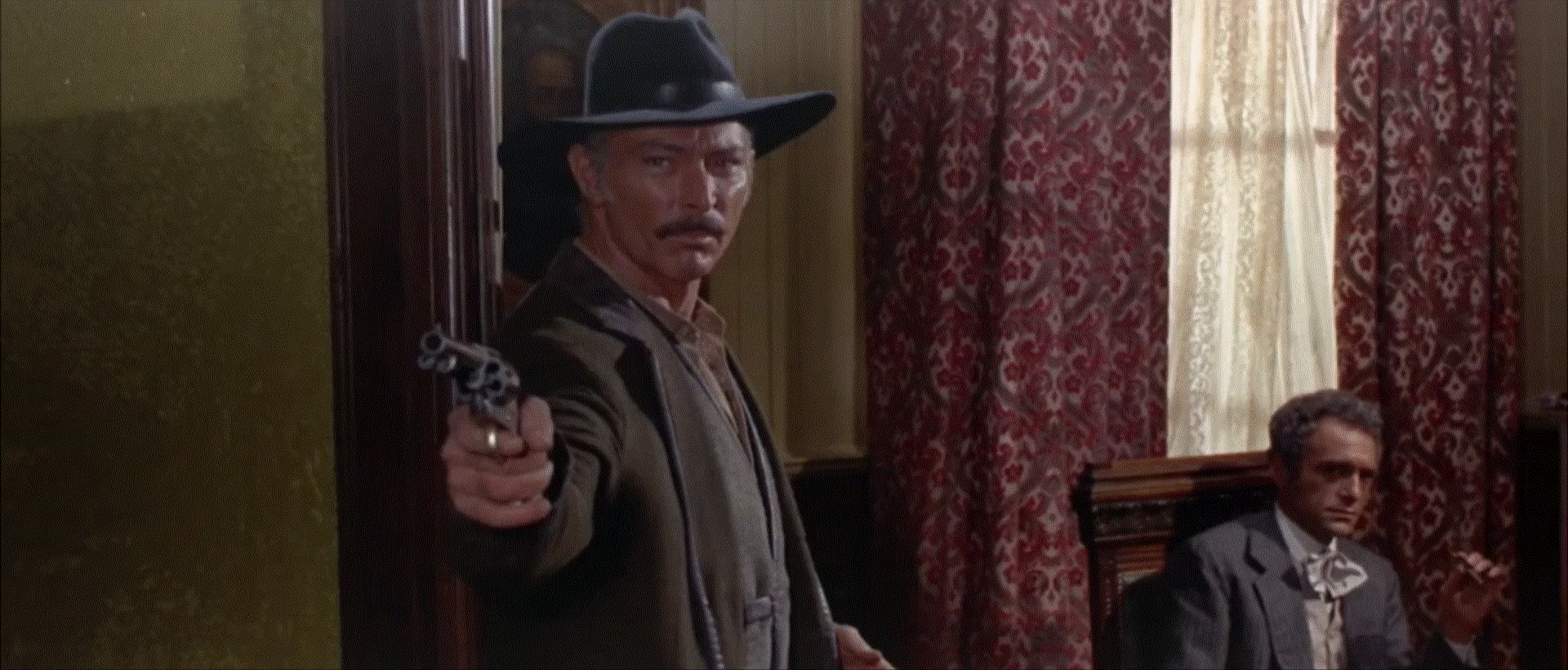
Lee Van Cleef (1967) – "Bob Hauk".
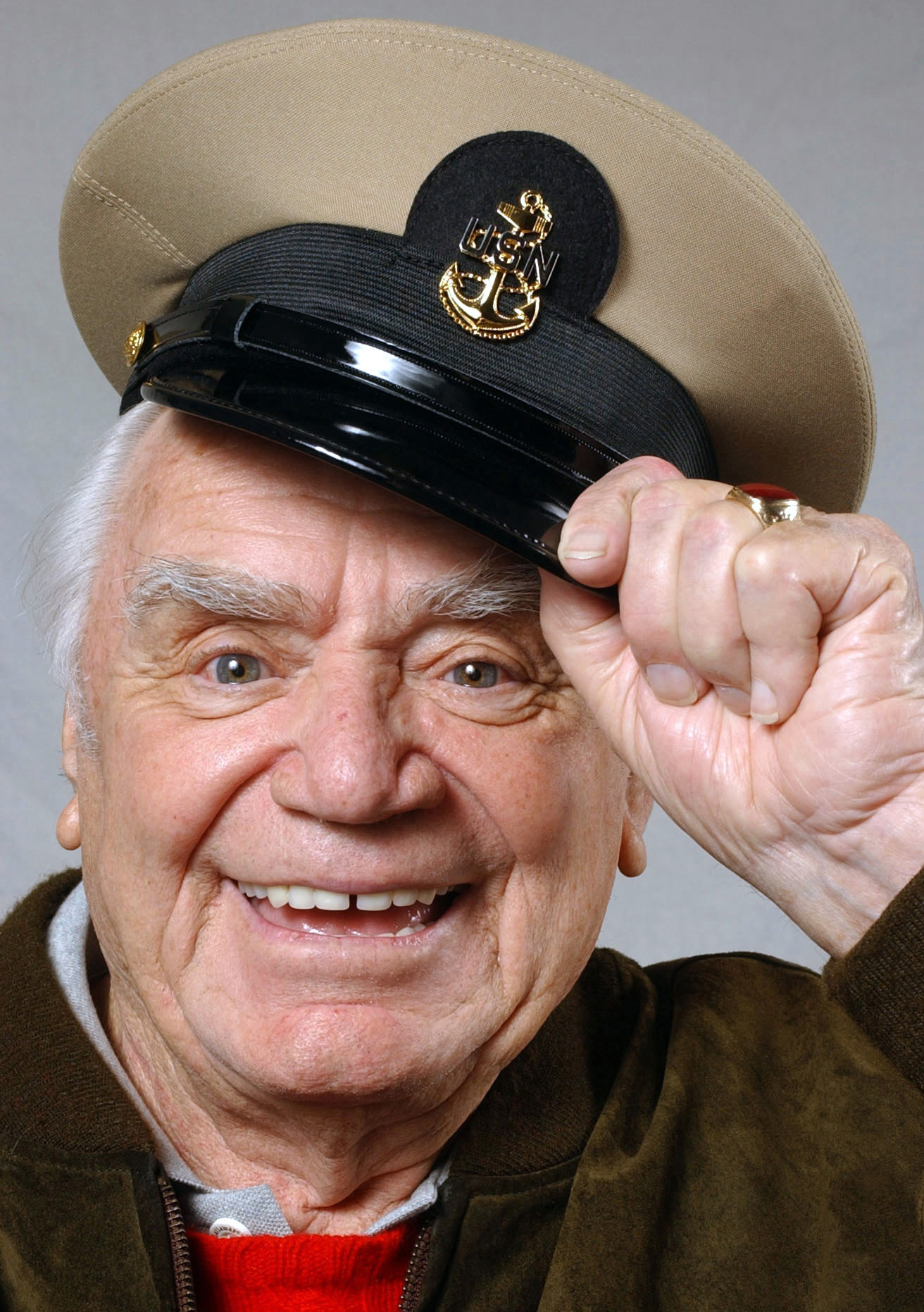
Ernest Borgnine (2004) – "Cabby".
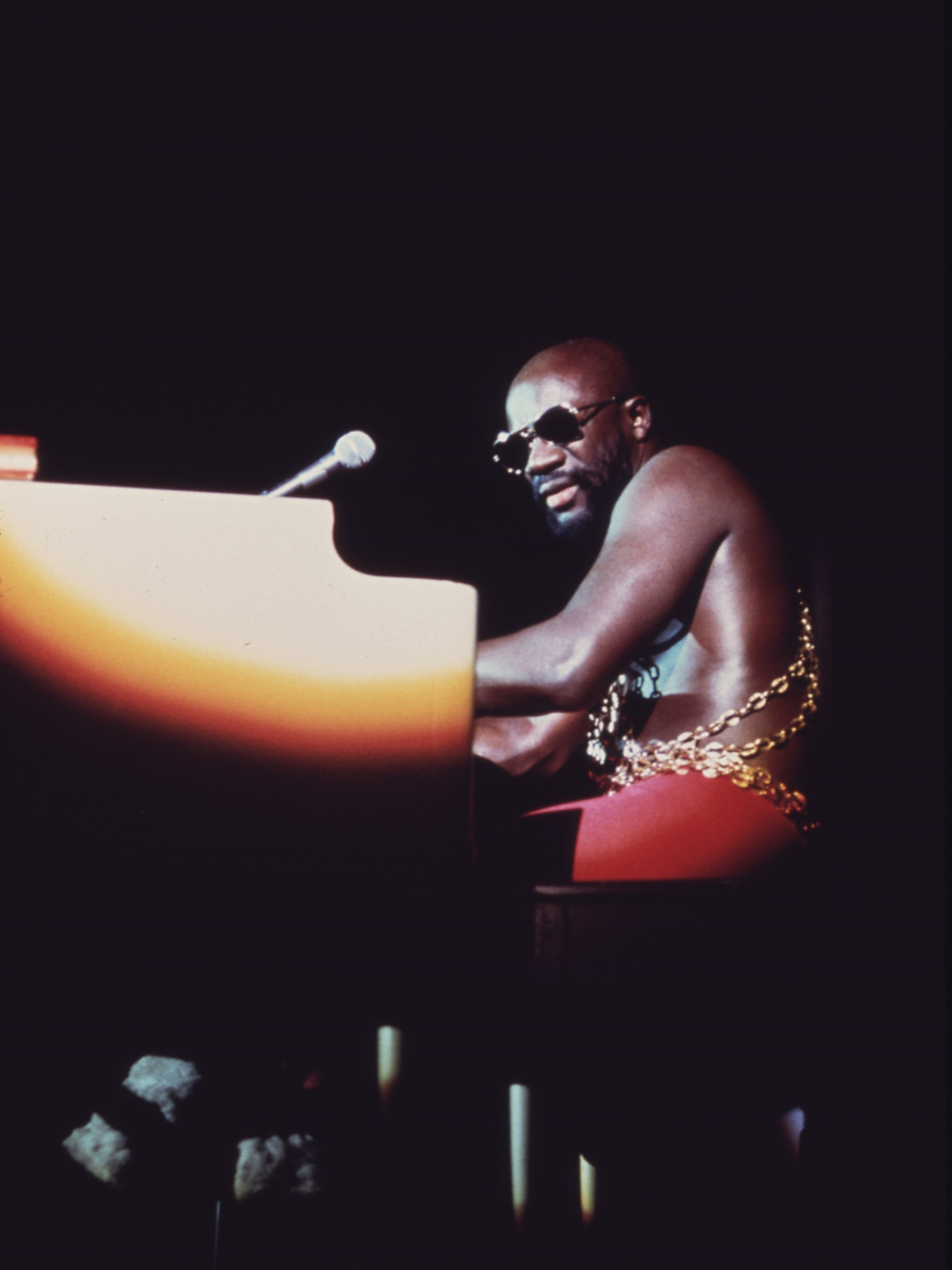
Isaac Hayes (1973) – "The Duke" (hertigen av New York).
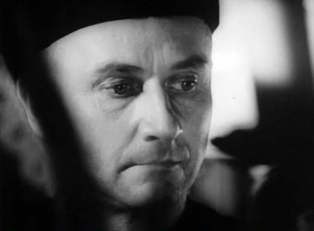
Donald Pleasence (1967) – "USA:s president".